# Мерколяно
Мерколя̀но (на италиански: Mercogliano) е град и община в Южна Италия, провинция Авелино, регион Кампания. Разположен е на 550 m надморска височина. Населението на общината е 12 471 души (към 2010 г.).